# Итон-Манор
Итон-Манор (англ. Eton Manor) — место проведения спортивных мероприятий и место отдыха в Лейтоне в Лондонском округе Уолтхэм Форест. Это самая северная часть Олимпийского парка королевы Елизаветы и место проведения летних Олимпийских игр 2012 года.
Здесь располагались временные водоёмы для подготовки участников соревнований по водным видам спорта, в том числе три 50-метровых плавательных бассейна и бассейны меньших размеров для синхронного плавания и водного поло.
Во время летних Паралимпийских игр 2012 здесь пройдут соревнования по теннису сидя с девятью кортами для соревнований и ещё четырьмя для разминки. В общей сложности 10 500 мест для зрителей и планировалось, что на финале будет 5000 человек.
Итон-Манор занимает 27 гектаров парка Долина реки Ли, им владеет и управляет администрация парка.

## История
Итон-Манор берёт своё название от Итонского колледжа, который с 1880-х годов взял на себя миссию по повышению уровня жизни в Ист-Энде в Лондоне.
В 1909 году четыре старых Итонских благотворителя основали Eton Manor Boys' Club, для обеспечения спортивными сооружениями района Хакни. В 1913 году они купили бывшее поместье Manor Farm. В 1920 году на месте старой  свалки был открыт новый спортивный клуб, место носило название Wilderness (пустыня). Клуб предлагал девять футбольных полей, два поля для регби, поле для крикета, шесть теннисных кортов, площадку для боулинга, корт для сквоша и беговую дорожку. Eton Manor Boys'Club был закрыт в 1967 году, и клубная земля в 2001 году была заброшена. Через десять лет её выбрали для использования во время Олимпийских игр 2012 года.
Благотворительный фонд, созданный в 1924 году для запуска и поддержки Eton Manor Boys'Club, продолжает существовать с различными целями под новым именем - Villiers Park Educational Trust.
Три спортивных клуба, созданных в конце XIX - начале XX века, по-прежнему существуют: Eton Manor R.F.C., в настоящее время играет на New Wilderness в районе Ванстид; Eton Manor FC, сейчас играет на Mayesbrook Park в районе Дагенхем и Eton Manor A.C.,  занимающийся в Waltham Forest Track and Pool в Уолтемстоу (молодые спортсмены) и в коттедже в переулке Марш в Лейтоне (старшие спортсмены).
Итонский колледж имеет двойное отношение к Олимпийским играм 2012 года, так как соревнования по гребле проводились на частном гребном канале колледжа Итон-Дорни.

## После Олимпиады
После Олимпийских игр в Итон-Маноре будет располагаться уменьшенный копия Олимпийского хоккейного центра, который переедет из более южной части Олимпийского парка.
В 2010 году совет Английского хоккея подал заявку на проведение здесь мужского и женского кубков мира в 2014 году, но соревнования решили проводить в Гааге, однако с сохранением возможности проведения в Лондоне этих мероприятий в 2015 году или 2016 году.
Футбольный клуб Лейтон Ориент выразил заинтересованность в данной местности для проведения своих мероприятий в январе 2011 года. В июне 2011 года клуб сделал презентацию для администрации парка Долина реки Ли с демонстрациями возможного применения Итон-Манора после Игр.